# So Divided
Albums de ...And You Will Know Us by the Trail of Dead
Worlds Apart
(2005) The Century of Self
(2009)
So Divided est un album de ...And You Will Know Us by the Trail of Dead publié le 14 novembre 2006. Le groupe continue à y développer ses sonorités, comme sur l'album précédent Worlds Apart.
Le premier single extrait de l'album était le morceau "Wasted State of Mind", bien qu'aucun clip vidéo n'ait été tourné pour celui-ci. Un clip vidéo a par contre été réalisé pour la chanson "Naked Sun," mais sans aucune participation du groupe.

## Réception critique
L'album a reçu un score de 68 sur 100 sur Metacritic, indiquant des « critiques généralement favorables ». MusicOMH a attribué cinq étoiles sur cinq à l'album et déclaré « Trail of Dead semble avoir abandonné le noise, en faveur de la mélodie. ». NME lui a attribué un score de huit sur 10 en déclarant que Trail of Dead « produit de la pop-rock propulsive mieux que personne. ». Alternative Press lui a donné quatre étoiles sur cinq et déclaré « Il est clair que le Trail of Dead d'antan n'existe plus. ». Le Hartford Courant a écrit une critique favorable et déclaré qu'il était « moins conceptuel et expérimental que son prédécesseur » et qu'il s'agissait « d'un album lunatique, chargé d'une imagerie sombre et de moments douloureux de doute de soi. ». The Phoenix lui a donné trois étoiles sur quatre et déclaré qu'il « dépend moins des singeries du groupe, connu pour détruire son équipement, que de leur sens de la mélodie, qui n'est pas aussi fortement développé. ». The A.V. Club lui a donné un B, et déclaré que l'album « fonce dans la direction opposée, avec des paroles plus proches des thèmes rock habituels et est musicalement plus centré. »
The Austin Chronicle a attribué à l'album trois étoiles et demi sur cinq et déclaré qu'il « essaye d'unifier le talent du groupe d'Austin pour écrire des chansons opératiques et l'urgence de leurs "Days of Being Wild" pour décrypter l'EP The Secret of Elena's Tomb de 2003 et surmonter les ornements du brillant Source Tags & Codes de l'année précédente, sur lequel ces jours sont apparus. ». Yahoo! Music UK lui a attribué sept étoiles sur dix et déclaré qu'il « voit …Trail of Dead laisser leurs empreintes dans des lieux intrigants et inattendus. Que le fidèle choisisse ou non de les suivre, ils méritent du respect rien que pour ça. » Blender a attribué à l'album trois étoiles et demi sur cinq en le qualifiant de « suffisamment débraillé. » URB lui a donné trois étoiles et demi sur cinq en déclarant que « la progression vers la grandiloquence orchestrale continue ». Paste lui a de même attribué trois étoiles et demi sur cinq en le qualifiant « d'album pop grandiose qui applique certaines formules de Trail of Dead à un programme ambitieux engagé par des groupes comme Mercury Rev et Doves ». Billboard a écrit une critique positive en disant qu'il « offre un mélange de chansons plus divers que l'on ne pourrait s'y attendre ».
D'autres critiques sont moyennes, mitigées ou négatives : Q a donné à l'album trois étoiles sur cinq en déclarant qu'il s'agit du « son d'un non-conformiste enragé contre l'extinction de sa lumière ». Uncut lui a aussi donné trois étoiles en déclarant que l'album « dompte certains des excès qui rendaient Worlds Apart en 2005 si dispersé ». Playlouder lui a de même attribué trois étoiles sur cinq et déclaré « Il est difficile d'aimer un groupe qui change tant de couleurs qu'ils sacrifient la définition de leur identité à l'audace ». Dans le même ordre d'idées, Now lui a donné trois étoiles en disant que « Même s'ils pourraient ne jamais ratteindre les sommets de leur Source Tags & Codes, le groupe peut encore repousser certaines frontières ». The Village Voice a écrit une critique moyenne et dit de l'album « Comme souvent avec Trail of Dead, c'est boursouflé quand ça croit être profond. ». Prefix Magazine lui a attribué un score de 5.5 sur dix et déclaré « Malgré les impressionnantes voix stylées et la production riche, le projet génère au final une sensation de vide. ». Drowned in Sound lui a donné un score de cinq sur dix et déclaré « Bien que l'augmentation instrumentale sur la majorité des chansons soit impressionnante, les morceaux sont moins immédiats que les œuvres passées du groupe. » Mojo, par contre, n'a donné que deux étoiles sur cinq et indiqué qu'il était « moins prétentieux, mais la dynamique de morceaux comme "Naked Sun" et "Stand in Silence" n'excuse que peu les tentatives maladroites pour imiter la pop de chambre, la country et The Cure. ». Stylus lui a attribué un D et dit de l'album « Ses errances artistiques sont encore plus discordantes que celles de Worlds Apart. La bonne nouvelle est que la qualité est beaucoup moins inégale. La mauvaise nouvelle, c'est la raison pourquoi : c'est presque uniformément atroce. ».

## Liste des pistes
| No  | Titre                                   | Auteur         | Durée |
| --- | --------------------------------------- | -------------- | ----- |
| 1.  | Intro: A Song of Fire and Wine          |                | 1:42  |
| 2.  | Stand in Silence                        |                | 4:35  |
| 3.  | Wasted State of Mind                    |                | 5:27  |
| 4.  | Naked Sun                               |                | 6:04  |
| 5.  | Gold Heart Mountain Top Queen Directory | Robert Pollard | 2:14  |
| 6.  | So Divided                              |                | 6:29  |
| 7.  | Life                                    |                | 5:59  |
| 8.  | Eight Days of Hell                      |                | 2:09  |
| 9.  | Witch's Web                             |                | 4:11  |
| 10. | Segue: In the Realms of the Unreal      |                | 2:19  |
| 11. | Sunken Dreams                           |                | 5:05  |

| 12. | Witch's Web ((Original Version) (Japanese/European bonus track)) | 4:47 |
| 13. | Let It Dive ((Demo Version) (iTunes bonus track))                | 3:49 |

Notes
- L'album comprend une reprise de Guided by Voices, "The Goldheart Mountaintop Queen Directory", qui était sorti à l'origine sur l'album de Guided by Voices Bee Thousand[3].
- L'arrière de la pochette donne un titre incorrect au dixième morceau, "Segue: Sunken Dreams"[27].

## Personnel
...And You Will Know Us by the Trail of Dead
- Kevin Allen
- Conrad Keely
- Jason Reece
- Doni Schroader
- Daniel Wood

Musiciens supplémentaires
- Amanda Palmer : piano sur "Life", "Eight Day Hell" et "Witch's Web". Chant sur "Witch's Web".
- Lily Courtney : chœurs sur tous les morceaux, chant sur "Eight Day Hell" et chant à la fin de "Life".
- Will Courtney : chœurs sur tous les morceaux, chant sur "Eight Day Hell".
- James Olsen : chœurs sur "Stand in Silence", "Naked Sun" et "Eight Day Hell". Chant sur "Sunken Dreams".
- Beaux Randall : chœurs sur "Naked Sun".
- Daniel Wilcox : guitare slide sur "Witch's Web".
- Pat Mastelotto : percussions sur "Wasted State of Mind" et "Life".
- Hilary Hahn : violon sur "Witch's Web".
- Matt Bang : solo de saxophone sur "Naked Sun" (avec Conrad Keely).

## Classements
| Classement (2006) | Meilleure position |
| ----------------- | ------------------ |
| US Billboard 200  | 188                |